# Copiopteryx travassosi
Copiopteryx travassosi är en fjärilsart som beskrevs av May 1933. Copiopteryx travassosi ingår i släktet Copiopteryx och familjen påfågelsspinnare. Inga underarter finns listade i Catalogue of Life.